# Frontière entre Chypre et les bases d'Akrotiri et de Dhekelia
La frontière entre Chypre et les bases d'Akrotiri et de Dhekelia sépare les bases britanniques d'Akrotiri et Dhekelia de la république de Chypre, sur l'île de Chypre. En ceci, elle constitue une frontière extérieure de l'Union européenne, Chypre en étant un État membre alors que les bases souveraines britanniques n'en font pas partie.

## Tracé
Lors de l'indépendance de Chypre en 1960, le Royaume-Uni a conservé la souveraineté sur deux bases militaires situées sur la côte sud de l'île : 
- La base d'Akrotiri, la plus à l'ouest des deux, est située sur le cap Gata et ses environs, à la pointe sud de l'île, près de la ville de Limassol. La frontière entre la république de Chypre et la base britannique suit un tracé globalement est-ouest, depuis la baie d'Episkopi jusqu'à la baie d'Akrotiri.

- La base de Dhekelia, est située vers le sud-est de l'île, près de Larnaca, au nord de sa baie. Le tracé de la frontière est plus complexe, car l'ancien village d'Ayios Nikolaos, situé au nord-est de la base de Dhekelia à proprement parler, est également placé sous souveraineté britannique et relié à celle-ci par une route également sous contrôle britannique. Qui plus est, les villages de Xylotýmvou et d'Ormídia, ainsi que la centrale électrique de Dhekelia donnant sur la Méditerranée, sont sous souveraineté chypriote et forment donc des enclaves à l'intérieur même de la base de Dhekelia. L'enclave formée par l'usine électrique est elle-même traversée d'est en ouest par une route sous souveraineté britannique, qui la partage ainsi en deux, dont la partie sud située sur la côte ne possède pas d'eaux territoriales propres (puisque celles-ci sont aussi sous souveraineté britannique), et se trouve également de fait enclavée dans le territoire de la base.

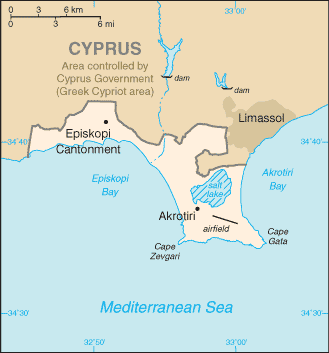
Carte de la base d'Akrotiri.
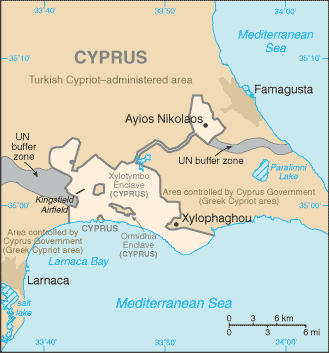
Carte de la base de Dhekelia.
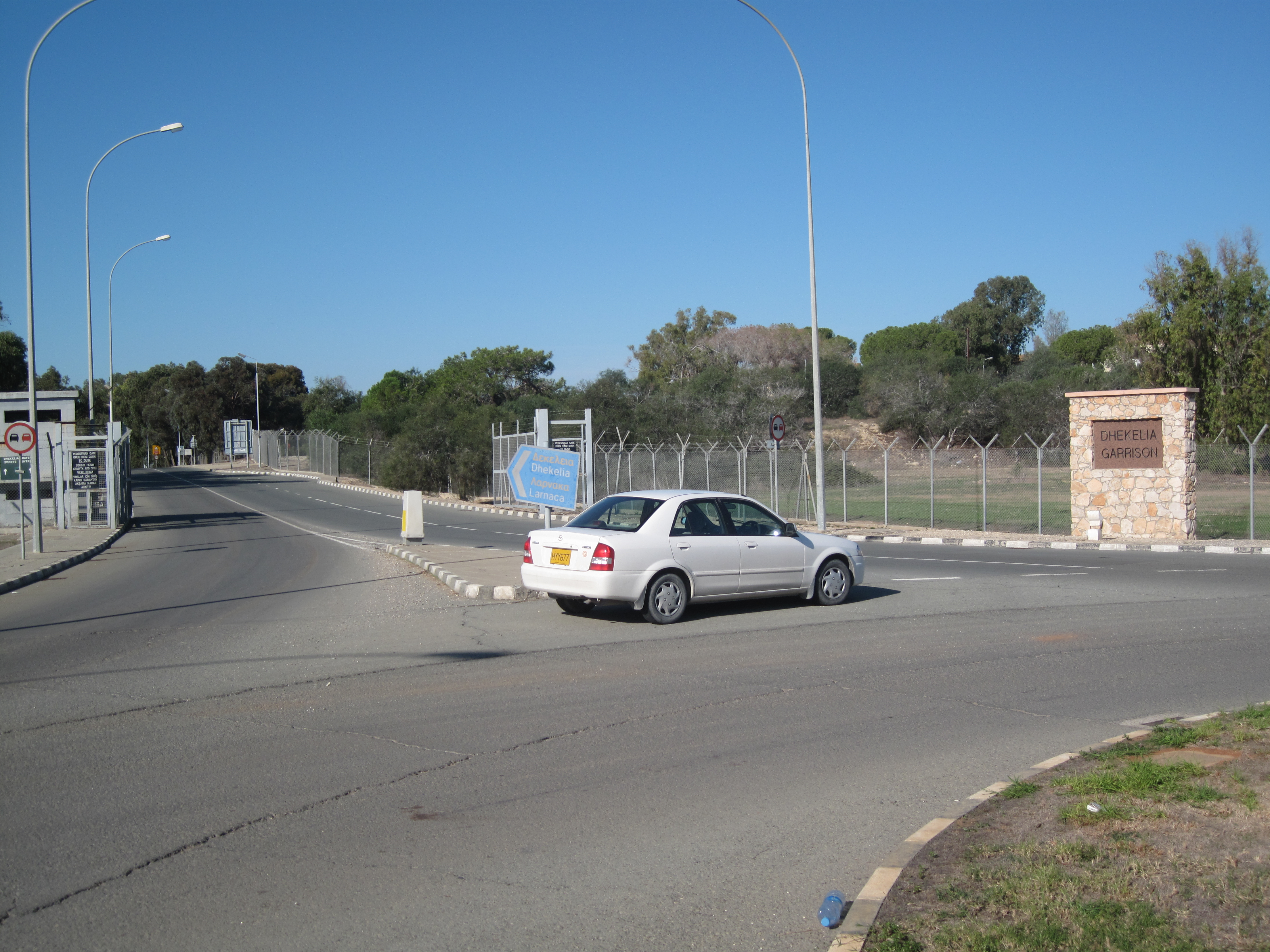
Vue de la frontière près de Dhekelia.

## Chypre du Nord
À la suite de l'invasion turque de la partie nord-est de l'île de Chypre en 1974, cette zone est administrée par la république turque de Chypre du Nord depuis 1983 ; cette république n'est reconnue par aucun pays en dehors de la Turquie mais assure de facto la gestion de la région. Les forces britanniques n'ont pas participé militairement aux événements de 1974 ; au niveau de Dhekelia, l'avancée turque s'est arrêtée à la frontière nord.
Du point de vue pratique, la frontière nord sépare de fait la base de Dhekelia de la république de Chypre du Nord. La route britannique reliant Ayios Nikolaos à Dhekelia est bordée au nord par la république turque et au sud par les territoires encore sous contrôle de la république de Chypre. Qui plus est, la ligne verte — zone tampon instituée par les Nations unies — rejoint la frontière à l'ouest de Dhekelia et à l'est d'Ayios Nikolaos.